# Txalo
Txalo (en rus: Чало) és un poble del Daguestan, a Rússia, que en el cens del 2010 tenia 472 habitants. Pertany al districte rural d'Agvali.